# Jasmin Sudić
Jasmin Sudić (Bosanski Novi, 24 novembre 1990) è un ex calciatore svedese, di ruolo difensore.

## Carriera

### Club
Approdato in Svezia dalla ex Jugoslavia, ha fatto parte del settore giovanile di alcune squadre della città di Malmö, tra cui FC Malmö, BK Olympic e Heleneholms SK. Nel 2004 è diventato un giocatore della principale squadra cittadina, il Malmö FF.
Nell'ultima giornata dell'Allsvenskan 2008, con il Malmö FF fuori dai giochi per il titolo nazionale o le coppe europee, ha debuttato in prima squadra partendo titolare nella rocambolesca vittoria per 6-3 sul campo dell'Hammarby. Nel 2009 ha guadagnato maggiore spazio, complice la cessione del compagno di reparto Jimmy Dixon. Gran parte della stagione successiva è stata invece condizionata da un grave infortunio ai legamenti del ginocchio. Prima dell'inizio del campionato 2011 sembrava pronto al rientro, ma una ricaduta lo ha indotto a perdere l'intera stagione per ristabilirsi completamente dai problemi fisici. Tornato disponibile, nel 2012 ha giocato le sue ultime 9 partite di campionato con il Malmö FF.
Il 14 gennaio 2013 è stato annunciato il suo passaggio in prestito al Mjällby. Mette a referto 11 presenze, tutte da titolare, ma a fine giugno si infortuna nuovamente al legamento crociato e chiude anzitempo la stagione. Circa un anno più tardi, nel luglio 2014, il Mjällby decide di puntare su di lui e lo ingaggia a titolo definitivo con un biennale, ma la squadra finirà per retrocedere in Superettan.
Sudić ha potuto così sfruttare una clausola contrattuale per svincolarsi, e firmare con l'Häcken nel gennaio 2015. Alla seconda giornata del campionato 2017 è rimasto vittima del suo quarto infortunio al legamento crociato – il primo al ginocchio sinistro dopo i tre precedenti al ginocchio destro – il quale lo ha costretto all'ennesimo lungo stop.
Nella primavera del 2018 è tornato in campo per alcune partite disputate da aggregato alla squadra Under-21 dell'Häcken, poi in estate si è trasferito al Trelleborg, squadra neopromossa in Allsvenskan che stava cercando di ottenere una difficile salvezza. Nel gennaio del 2019 si è sottoposto a una nuova operazione al ginocchio nel tentativo di superare il dolore, senza però ottenere risultati positivi al punto tale da non riuscire a correre, pertanto ha deciso di ritirarsi dal calcio giocato.

### Nazionale
Ha giocato nelle nazionali giovanili svedesi Under-17, Under-19 ed Under-21.

## Palmarès

### Club

#### Competizioni nazionali
- Campionato svedese: 1

Malmö FF: 2010